# Eodorcadion argaloides
Eodorcadion argaloides är en skalbaggsart som beskrevs av Stefan von Breuning 1947. Eodorcadion argaloides ingår i släktet Eodorcadion och familjen långhorningar. Inga underarter finns listade i Catalogue of Life.